# M578
De M578 was een rupsbergingsvoertuig van Amerikaanse makelij. Het was licht gepantserd en voorzien van een kraan met een hefvermogen van 13,6 ton. Het voertuig was in productie van 1962 tot 1981. Het onderstel werd ook gebruikt voor de M107 en M110. De belangrijkste taak was het bergen van lichte pantservoertuigen zoals de M107 en vergelijkbare voertuigen.

## Geschiedenis
In 1956 kreeg de Pacific Car and Foundry Company van het Amerikaanse leger de opdracht een onderstel te ontwerpen dat geschikt was voor kanonnen en houwitsers. Dit werden uiteindelijk de M107 en M110. Het gewicht moest laag blijven, zodat vervoer door de lucht mogelijk was. In 1957 kwam daar de opdracht bij om ook een bergingsvoertuig op dezelfde romp te ontwikkelen. De T120E1 werd na tests geaccepteerd en in dienst genomen als de M578. In 1962 kreeg FMC Corporation de eerste productieopdracht en later in datzefde jaar rolden de eerste exemplaren uit de fabriek. Eind jaren zestig werd de productie gestaakt, maar medio jaren zeventig werd de productie opnieuw ter hand genomen. Tussen 1975 en 1977 bestelde het Amerikaanse leger 448 exemplaren tegen een gemiddelde prijs van 189.000 dollar. De productie werd in 1981 definitief gestaakt.

## Beschrijving

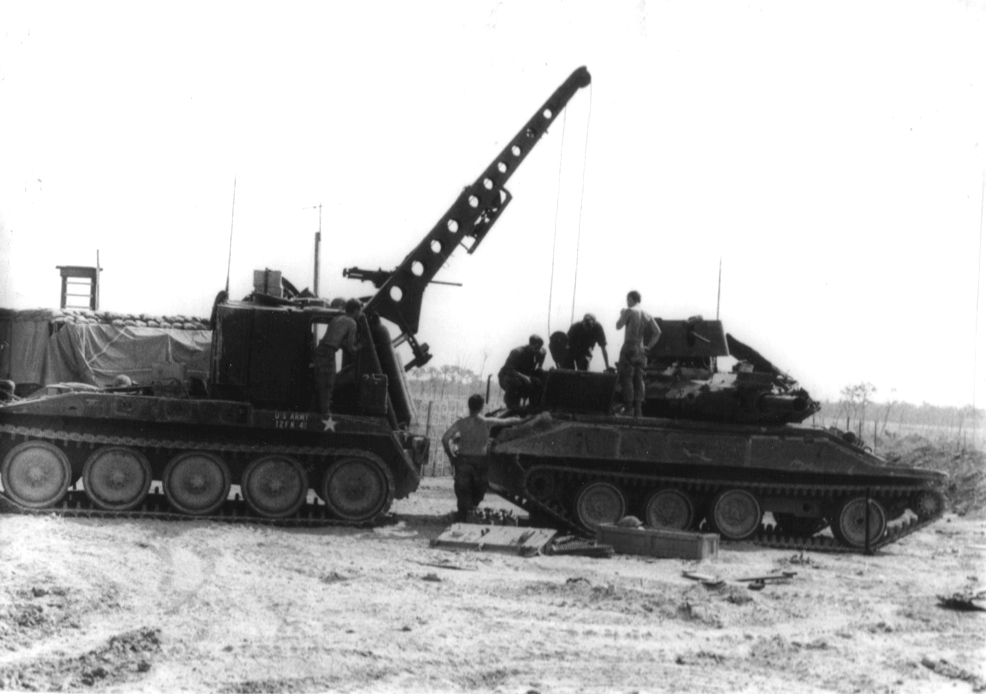
M578 in actie, kraan naar achteren gericht

De romp van dit voertuig werd ook gebruikt voor de M107 en M110. Het voertuig heeft vijf wielen aan weerszijden van het chassis afgeveerd door torsiestaven. De rupsband wordt aangedreven vanaf de voorkant door een 405pk-turbodieselmotor van Detroit Diesel Engine, een onderdeel van General Motors. De 9,3 litermotor en transmissie zijn gemonteerd aan de voorkant rechts, met de bestuurder links daarvan. De versnellingsbak telde vier versnellingen voor- en twee achteruit. Er kon 1.137 liter diesel worden meegenomen, hetgeen een bereik gaf van 725 kilometer. Het totale gewicht van kraan en chassis lag op 21,3 ton.
De kraan had een hefvermogen van 13,6 ton. Deze werd bediend vanuit een licht gepantserde cabine aan de achterkant van het voertuig. De cabine bood plaats aan twee personen en kon een volledige cirkel maken. De cabine had links en rechts een deur voor de bemanning en aan de achterzijde twee deuren. Deze laatste twee gaven toegang aan de opslagplaats voor bergingsmaterieel. Er was ten slotte een extra lier met een trekkracht van 27 ton.
De bewapening was een Browning M2-machinegeweer tegen luchtdoelen. Deze was gemonteerd boven het dak van de cabine en kon volledige ronddraaien. Er konden 500 patronen worden meegevoerd.

## Gebruik
Het voertuig is verkocht aan legers in onder andere Bolivia, Brazilië, Denemarken, Nederland, Saudi-Arabië en de Verenigde Staten.

### Nederland
De Koninklijke Landmacht bestelde in 1965 acht exemplaren, gevolgd door 12 stuks in 1966 en nog eens later 5 stuks waardoor het totaal op 25 M578 kwam. De voertuigen werden ingezet bij de artillerie en bij de verkenningsbataljons van de cavalerie. De voertuigen hebben circa 30 jaar dienstgedaan in het Nederlandse leger. In 1995 viel het besluit de voertuigen af te stoten. Twee voertuigen zijn verkocht aan Bahrein en 22 voertuigen zijn in 1996 verkocht aan Oostenrijk; slechts een exemplaar is in Nederland achtergebleven en is in het bezit van het Nationaal Militair Museum (NMM).